# Yūtokutaishi Akiyama
Pour les articles homonymes, voir Akiyama.
Yūtokutaishi Akiyama (秋山 祐徳太子, Akiyama Yūtokutaishi), né le 22 mars 1935 à Tokyo et mort le 3 avril 2020 à Zama,, est un artiste graveur et photographe japonais.

## Biographie
Né en 1935 à Arakawa, Yūtokutaishi Akiyama étudie la gravure à l'école d'art de Musashino, prédécesseur de l'université d'art de Musashino, puis travaille comme dessinateur industriel pour une société de construction électrique. Il commence à exposer ses propres gravures d'étain et autres travaux à partir de 1965, et en 1975 et en 1979 se présente aux élections pour le poste de gouverneur de Tokyo, en intégrant le pop art dans sa campagne.
À partir de 1992, il a rejoint Genpei Akasegawa et Yutaka Takanashi au Raika Dōmei (ライカ同盟).
Parmi ses expositions figure Akiyama Yūtokutaishi no sekai-ten (秋山祐徳太子の世界展) à Ikeda 20-Seiki Bijutsukan (池田20世紀美術館), Itō dans la préfecture de Shizuoka en 1994.
De 1999 à 2003, Yūtokutaishi Akiyama est professeur adjoint à l'université de Sapporo.
Yūtokutaishi Akiyama fait une apparition dans le film Yūheisha/Terorisuto (2007) de Masao Adachi.
L’œuvre de Yūtokutaishi Akiyama fait partie de la collection permanente du musée d'art moderne de Tokushima.

## Ouvrages
- (ja) Tsūzokuteki geijutsuron: Poppu-āto no tatakai (通俗的芸術論 ポップ・ア-トのたたかい?). Tokyo : Doyō Bijutsusha, 1985.
- (ja) Hōmatsu ketsujin retsuden: Shirazaru chō-zen'ei (泡沫桀人列伝 知られざる超前衛?). Tokyo : Nigensha, 2002.  (ISBN 4-544-02037-9).
- (ja) Buriki otoko (ブリキ男?). Tokyo: Shōbunsha, 2007.  (ISBN 978-4-7949-6708-4).
- (ja) Tennen rōjin: Konna ni tanoshii dokkyo-seikatsu (天然老人 こんなに楽しい独居生活?). ASCII Shinsho. Tokyo : ASCII Media Works, 2008.  (ISBN 978-4-04-867241-2).